# Butch Johnson
Richard (Butch) Johnson (Worcester (Massachusetts), 30 augustus 1955 – Woodstock (Connecticut), 27 mei 2024) was een Amerikaans boogschutter.
Johnson begon met boogschieten toen hij 10 jaar was. Hij werd meerdere keren nationaal kampioen boogschieten.
Johnson deed vijf keer mee aan de Olympische Spelen. Individueel won hij geen prijzen, met het team had hij meer succes: In Barcelona (1992) werd Johnson met teamgenoten Jay Barrs en Rick McKinney zesde. In Atlanta (1996) behaalde Johnson met teamgenoten Justin Huish en Rod White de gouden medaille. In Sydney (2000) werd zijn team (met White en Vic Wunderle) derde en behaalde de bronzen medaille. In Athene (2004) greep hij met Wunderle en John Hagera naast de medailles en eindigde op de vierde plaats.
In 2008 op de Spelen in Peking verloor het Amerikaans herenteam (met Wunderle en Brady Ellison) in de achtste finale van Polen.
Johnson werd door de National Archery Association (NAA) meerdere malen uitgeroepen tot Athlete of the Year. Hij was manager bij Hall's Arrow, een bedrijf in artikelen voor de boogsport.
Johnson overleed in mei 2024 op 68-jarige leeftijd.